# Кутлуг-Буга (сын Урус-хана)
Кутлуг-Буга (قتلغ بوغا‎) — сын и наследник Урус-хана, который правил Синей Ордой, восточной частью Золотой Орды и на некоторое время захватывал верховную власть хана Золотой Орды. При отъезде отца в столицу Золотой Орды — Сарай-Берке Кутлуг-Буга исполнял обязанности правителя Синей Орды.
В правление Урус-хана против него в 1376 году выступил Тохтамыш, который в этот момент пользовался поддержкой Тимура. Тот, вероятно, надеялся через своего ставленника установить контроль над Синей, а возможно и над всей Золотой Ордой. Тохтамыш с войсками, данными Тимуром, вторгся в пределы Синей Орды. Кутлуг-Буга командовал войском, посланным против Тохтамыша. В завязавшемся сражении Кутлуг-Буга был убит стрелой, однако его войска победили Тохтамыша, который бежал к Тимуру.